# 4235 Tatishchev
4235 Tatishchev este un asteroid din centura principală, descoperit pe 27 septembrie 1978 de Liudmila Cernîh.